# 金斯利·伍德
霍華德·金斯利·伍德爵士，JP（Sir Howard Kingsley Wood，1881年8月19日—1943年9月21日），英國保守黨政治家及事務律師，1940年5月獲首相邱吉爾委任為財政大臣，同年10月至1942年2月期間一度在戰時內閣供職，惟在1943年9月突然死於任上。
伍德爵士的政治仕途始於1911年當選倫敦郡議會郡議員，任內曾在1918年向政府倡設衛生部而獲讚賞。他自1919年至1943年死去時一直出任下議院西伍利奇選區議員，期間連續七次在大選勝出連任，在出任財相以前歷任郵政總局局長、衛生大臣、空軍大臣及掌璽大臣等職。

## 生平

### 早年生涯
伍德在1881年8月19日生於英國侯城，父親是亞瑟·伍德牧師（Reverend Arthur Wood），份屬循道會，至於母親則名莎拉·伍德（Sarah Wood）。伍德在1903年以榮譽成績考取得事務律師資格，並為約翰·麥克雷爾獎得主（John Mackrell Prizeman）。伍德起先於倫敦執業，專長是工業保險法，及後成為金斯利·伍德、威廉斯律師行高級合夥人。
從事法律的伍德亦對政治產生興趣，他在1911年至1919年間當選為倫敦郡議會伍利奇選區議員，並在郡議會內主張市政改革，自1911年至1919年同時任全國保險顧問委員會委員；另外在1913年及1914年任屋宇法案委員會主席。在第一次世界大戰期間，他在1914年至1919年任特別倫敦委員會（Special London Committee）副主席，主管分居津貼事宜；1915年獲委為倫敦老年退休金管理局（London Old Age Pension Authority）主席；1917年至1918年又任倫敦保險委員會主席。在1917年，他向食物管制官請願，要求改變麵包的定價政策，嚴格規定麵包需按重量定價，獲得讚賞。在1918年，伍德向時任自由黨首相大衛·勞合·喬治力陳建議政府成立衛生部（Ministry of Health），事後在1918年3月獲封下級勳位爵士，而衛生部亦於1919年正式成立。

### 下院生涯
在1919年，伍德參選當年的「卡其大選」，並在新劃分的西伍利奇（Woolwich West）選區當選，正式成為下議院議員，早期曾於1920年引入《提早休業草案》（Early Closing Bill）。在下院，伍德起先自1919年至1922年任衛生部長國會私人秘書，曾仕該部首任部長克里斯多夫·艾迪生醫生（Dr Christopher Addison），並出任退役士兵及海員結核病部門委員會委員（Departmental Committee on Tuberculosis amongst Discharged Soldiers and Sailors）。1922年聯合政府垮台後，他一度不獲公職，但先後在1922年、1923年及1924年大選成功代表保守黨連任西伍利奇選區議員。
工黨政府在1924年11月倒台後，保守黨的鮑德溫政府重新委任伍德為衛生部國務次官，任內他曾在1924年於下院引入《夏令及分配草案》，1926年全國大罷工期間獲委任為北部民事專員，以協調局勢；後復於1928年2月6日獲委任為樞密院顧問官。然而，保守黨在1929年大選因敗於工黨而下野，伍德亦被迫放棄衛生部國務次官之位，不過，他在大選中仍成功比對手多獲332票而留在下院，並在1930年至1932年出任全國保守黨及統一協會行政委員會主席，專心發展保守黨黨務，後於1938年至1943年任保守黨報春花聯盟會長。
到1931年9月，工黨首相拉姆齊·麥克唐納決定籌組國民政府，實行與保守黨及自由黨組成聯合內閣，伍德遂以保守黨議員的身份獲委任為教育委員會國務次官，但不在內閣行走。同年11月，麥克唐納改組政府，伍德調任郵政總局局長，是同一年內第四位出任郵政總局局長的人士。在任期間，他首次引入來往英國對澳洲及紐西蘭的空郵服務，並在1933年12月獲准加入內閣。在1935年，伍德改任他當年有份倡設的衛生部長一職，後來在1938年獲首相內維爾·張伯倫任命為空軍大臣。出任空軍大臣期間，伍德有份在根西島及曼徹斯特營建機場，著手整頓英國空防，並參與發展阻塞氣球（barrage balloon）。不過在1939年7月，伍德出席一項活動後離開時，乘搭的飛機突然故障，飛機最後在蘭開夏緊急降落，伍德在事件中沒有受傷。

### 財相與逝世
第二次世界大戰在1939年爆發後，伍德留任空軍大臣，到1940年4月改任掌璽大臣，但不出一月，張伯倫宣佈辭任首相，由邱吉爾接任，邱吉爾隨即在5月委任伍德為財政大臣，另外於同年10月至1942年2月加入戰時內閣成為其中一名主要閣揆。伍德在戰時一共發表過四份財政預算，並引入PAYE稅制，以預扣所得稅形式臨時增加戰時稅入，另後他還設立了戰後信貸（Post War Credits）系統。
伍德在1943年9月21日突然死於任上，終年62歲。伍德逝世的消息在英國曾轟動一時，首相邱吉爾及下院多位議員亦特地發言致悼。他死後，財相一職由約翰·安德生爵士繼任。至於他的喪禮則在倫敦衛斯理禮拜堂舉行，遺體隨後在高特格林（Golders Green）進行火化。

## 家庭
伍德在1906年娶亨利·福西特之女兒艾格尼絲·福西特（Agnes Fawcett，？－1955年）為妻。伍德生前為卡爾頓會、憲制會及圖書館會等的會員。

## 部份著作
- Law of National Insurance (joint)

（《國民保險法律》（合編））
- Law and Practice relating to Housing in England and Wales, 1921

（《1921年英格蘭及威爾斯房屋法律與實踐》）
- Daily Mail Rent Act Guide

（《每日郵報租務法案指南》）
- Dental Registration—Law and Practice

（《牙醫註冊－法律與實踐》）
- National Health Insurance Manual;

（《國民健康保險手冊》）
- Relief for the Ratepayer

（《地方稅納稅人的寬免措施》）
註：為方便讀者，以上中文書名皆由維基編輯自行翻譯，絕不是指這些著作備有中文譯本，讀者亦不應視以上譯名為中文版書名。

## 榮譽

### 殊勳
- Kt. （1918年3月30日）
- P.C. （1928年2月6日）
- J.P. （布萊頓郡自治市）

## 外部連結
- Sir Kingsley Wood（英文）

| 官衔                            | 官衔                       | 官衔                     |
| ------------------------------- | -------------------------- | ------------------------ |
| 前任者： 威廉·奧姆斯比-戈爾爵士 | 郵政總局局長 1931年–1935年 | 繼任者： 喬治·特賴恩     |
| 前任者： 愛德華·楊爵士          | 衛生部長 1935年–1938年     | 繼任者： 沃爾特·艾略特   |
| 前任者： 斯維頓子爵             | 空軍大臣 1938年–1940年     | 繼任者： 塞繆爾·霍爾爵士 |
| 前任者： 塞繆爾·霍爾爵士        | 掌璽大臣 1940年            | 繼任者： 艾德禮          |
| 前任者： 約翰·西蒙爵士          | 財政大臣 1940年–1943年     | 繼任者： 約翰·安德生爵士 |